# Abraham Lucas
Abraham Lucas (Everett, Washington, 25 de octubre de 1998) apodado Abe, es un jugador profesional estadounidense de fútbol americano, se desempeña en la posición de offensive tackle en Seattle Seahawks, en la National Football League (NFL).

## Carrera
Fue seleccionado en la tercera ronda en la Reunión Anual de Selección de Jugadores de la NFL de 2022. Hizo su debut profesional con el equipo Seattle Seahawks, donde lleva jugando dos temporadas.